# The Thomas Crown Affair (película de 1999)
The Thomas Crown Affair es una película de 1999, una adaptación de la película homónima de 1968. Fue protagonizada por Pierce Brosnan, personificando a un multimillonario que roba una pintura y es rastreado por una investigadora de seguros, interpretada por Rene Russo.

## Sinopsis
Thomas Crown (Pierce Brosnan) es un multimillonario aventurero hombre de negocios quien disfruta de los retos, como estrellar un costoso yate o apostar cien mil dólares en un golpe de golf simplemente porque piensa que puede emular al reputado golfista Arnold Palmer. Crown roba una pintura (San Giorgio Maggiore durante el crepúsculo) de Monet valorada en 100 millones de dólares; los aseguradores de la obra de arte envían a la investigadora Catherine Banning (Rene Russo) para ayudar a la policía a resolver el crimen. Desde el principio, Banning sospecha que Crown está detrás del delito. El elaborado juego del gato y el ratón que se desarrolla le da a Crown exactamente lo que él estaba buscando: el amor de Banning.

## Reparto
- Pierce Brosnan como Thomas Crown.
- Rene Russo como Catherine Olds Banning.
- Denis Leary como Detective Michael McCann.
- Fritz Weaver como John Reynolds.
- Frankie Faison como Detective Paretti.
- Ben Gazzara como Andrew Wallace.
- Mark Margolis como Heinrich Knutzhorn.
- Esther Cañadas como Anna Knutzhorn.
- Faye Dunaway como La psiquiatra.

## Producción
Inicialmente, el director John McTiernan no estaba disponible para el proyecto. Pierce Brosnan y los otros productores consideraron varios directores antes de volver a su decisión original. McTiernan entonces recibió el libreto que había sido creado y añadió sus propias ideas a la producción. La filmación tomó lugar en la ciudad de Nueva York, incluyendo Central Park. Los cuarteles corporativos de Alcatel-Lucent fueron usados como el edificio de oficinas de Crown. Debido a que era casi imposible filmar escenas en el interior del Museo Metropolitano de Arte (la petición de los productores fue "rechazada respetuosamente"), el equipo de producción creó su propio museo en un estudio. Artesanos fueron contratados para dar una apariencia más realista al set. Una escena fue filmada en un lugar completamente diferente, la biblioteca de investigación principal de la Biblioteca Pública de Nueva York.
Las escenas del planeador fueron filmadas en el Ridge Soaring Gliderport, en Eagle Field en Pensilvania y en el Aeropuerto de Corning-Painted Post en Nueva York. Las dos escenas del planeador fueron tomadas en dos diferentes aeropuertos y con dos diferentes planeadores. El piloto fue Thomas Knauff, poseedor de un récord mundial, y miembro del Soaring Hall of Fame de Estados Unidos. El planeador usado en la película es un Schempp-Hirth Duo Discus.

## Distribución
El filme fue lanzado en formato DVD el 4 de enero de 2000. El DVD incluye comentarios del director John McTiernan. Más tarde cuando el filme fue transmitido por TBS, el logo de Pepsi ONE en la lata que Banning bebe tuvo que ser borrado.

## Recaudación
El filme recaudó $65,305,181 dólares en la taquilla en los Estados Unidos y $55 millones en el resto del mundo, para un total de $124,305,181 dólares. Con un presupuesto de $48 millones de dólares, el filme fue un éxito financiero.

## Banda sonora
Compuesta por Bill Conti con arreglos de Jack Eskew, incluye una variedad de arreglos de jazz que evocan la época de la versión original de la película, de 1968. En ese juego de versiones, la banda se cierra con una adaptación de "The Windmills of Your Mind" (en su día Óscar a la mejor canción), interpretada por Sting. También se escuchan segmentos del "Sinnerman" popularizado por Nina Simone en el álbum de 1965 Pastel Blues, y que volverá a sonar en la escena en la que Crown 'devuelve' de forma sorprendente el paisaje del Monet robado, en su emplazamiento del MET, mientras Simone canta "Oh sinnerman, where are you gonna run to?" ("Oh pecador, ¿y dónde irás ahora?".

### Lista de canciones de la banda sonora
1. "Windmills of Your Mind" - Sting
2. "Sinnerman" - Nina Simone
3. "Everything (...Is Never Quite Enough)" - Wasis Diop
4. "Caban La Ka Kratchie" - George Fordant
5. "Black and White"
6. "Never Change"
7. "Meet Ms. Banning"
8. "Goodnight/Breaking and Entering"
9. "Glider pt. I"
10. "Glider pt. II"
11. "Cocktails"
12. "Quick Exit"